# 하타 슌로쿠
하타 슌로쿠(일본어: 畑 俊六, 1879년 7월 26일 ~ 1962년 5월 10일)는 제2차 세계 대전 당시, 일본 제국 육군의 원수이자 육군 대장이었다.
그는 가이코샤(偕行社)의 회장이었으며, 그의 형인 하타 에이타로(畑英太郎)는 육군 대장, 육군성 군무 국장, 관동군 사령관 등을 역임한 일본제국 육군의 군인이었다.

## 생애
하타 슌로쿠는 구 아이즈번 무사의 자식으로 태어나, 12세 때에 아버지의 전근에 따라 하코다테로 이사를 갔고, 1900년에 일본 육군사관학교를 12기로 졸업하였다. 졸업 후에는 러일 전쟁에 참전해 부상을 당했으며, 1910년에는 일본 육군대학을 졸업하였다.
군인이 된 이후에는 작전에 관계되어 있는 여러 요직을 역임하였고 1936년에는 타이완 주둔 일본군 사령관, 1937년에는 육군 대장으로 승진해 군사 참의관과 육군 교육 총감을 겸임하였다.

### 태평양 전쟁
하타는 1937년, 난징 대학살이 발생했을 때, 책임자인 마쓰이 이와네 대장의 경질을 건의하였다. 같은 해에는 하야시 센주로 등과 함께 일본 수반 지명 후보에 헤아려졌다. 1938년에는 마쓰이 대신에 중지나 파견군 사령관에 임명돼 쉬저우에서 벌어진 우한 전투에서 일본군을 지휘하였다.
1939년에는 그 해 8월에 성립된 아베 노부유키 내각의 육군 대신에 올랐고, 이후 요나이 미쓰마사 내각에서도 유임하였다. 하타는 1941년 3월, 지나 파견군 총사령관이 되어 중국으로 돌아갔다. 그는 약 25만 명의 중국 민간인이 학살당한 저장 장시 작전(일본어: 浙贛作戦)과 창자오 대학살(중국어: 厂窖惨案) 당시, 군의 주 지휘관이었다.
1944년 하타는 원수로 승진하였으며, 1945년 4월에는 본토 결전에 대비해 히로시마시에 사령부를 둔 제2총군이 조직되면서 그 군의 사령관이 되었다. 같은 해 8월 6일 히로시마 시에 투하된 원자 폭탄이 히로시마역 부근에서 피폭되었으나, 그는 기적적으로 위기를 모면하였다.
항복 직전인 1945년 8월 14일 오전 10시, 히로히토는 최고 회의의 개최에 앞서 원수 회의를 소집해 하타 슌로쿠, 스기야마 하지메, 나가노 오사미 세 원수에게 의견을 물었다. 이에 스기야마와 나가노는 전쟁을 할 것을 주장했지만, 하타만은 본토 결전이 불가능하다고 주장하였다.

### 제2차 세계 대전 이후
8월 18일 관동군 시찰차 만주를 방문하였던 하타 슌로쿠는 붉은군대의 공세로 하얼빈에 발이 묶였다. 관동군 사령관 야마다 오토조 대장보다 상급자라는 이유로 소련은 항복문서 조인을 하타에게 요구하였고, 하타는 8월 19일 바실렙스키와 회동하여 항복 절차를 밟았다. 이후 극동 국제 군사 재판에서 A급 전범으로 기소되었다. 그는 일본 육군을 구성하는 중요인사 중 하나였으나, 사형을 면하고 종신형 판결을 받는 데 그쳤다. 6년간의 복역 후, 1954년에 가석방 허가를 받아 출소하였다.
1962년, 후쿠시마현의 전몰자 위령비 제막식 참석 중 갑작스럽게 쓰러져 82세의 나이로 사망하였다.

## 같이 보기
- 데라우치 히사이치
- 스기야마 하지메